# 岳南
岳南(1962年—)中国作家协会会员，中国作家富豪榜上榜作家。

## 生平
1962年生于山东诸城，1979年毕业于诸城第五中学，因高考落榜，种了一年地，当了一年小学老师。1981年入武警部队服役，先后毕业于解放军艺术学院文学系，北京师范大学·鲁迅文学院文艺学研究生班。历任部队战士、宣传新闻干事、编辑、记者、电视编导与中央国家机关某杂志社策划、台湾清华大学驻校作家等职。作品被译为日、韩、英、法、德等多种文字并在海外出版。1994年转业到中央国家机关某杂志社工作。
代表作品《风雪定陵》（合）《复活的军团》《千古学案－－夏商周断代工程纪实》《陈寅恪与傅斯年》《南渡北归（三部曲）《李庄往事－－抗战时期中国文化中心纪实》《从蔡元培到胡适》《如果我的心是一朵莲花－－林徽因时代的追忆》等。《风雪定陵》于1996年在台湾以正体字出版后引起台岛及海外华人圈轰动，被《中国时报》评为年度十大好书；描写抗日战争期间中国知识分子命运的近二百万言长篇史诗纪实巨著《南渡北归》三部曲在海峡两岸分别以简体、正体字版出版后引起全球华人圈轰动，被香港《亚州周刊》评为2011年年度全球华文十大好书冠军之作，《亚州周刊》说：二零一一年吸引读者眼球的中文好书，首推对复杂的现代史进行精心梳理﹑三大卷同时出版的《南渡北归》。两岸读书界对这套大书予以高度评价，称其为“首部全景再现中国最后一批大师群体命运剧烈变选的史诗巨著”。作者的感叹深沉而悲怆，也令人惊悚不已：大师远去再无大师。值得注意的是，洋洋洒洒“史诗”的作者岳南并非见证文革浩劫﹑饱经沧桑的“过来人”，而是生于一九六二年﹑毕业于解放军艺术学院的新一代文化人。岳南等作家写出这一年的好书，展现出全球华人的软实力及不断“向上的力量”。

## 主要作品

### 考古、历史题材
- 《万世法门》（与商成勇合著）
- 《秦始皇陵之谜》
- 《世界第八奇迹》
- 《复活的军团》
- 《西汉亡魂》
- 《日暮东陵》
- 《寻找“北京人”》
- 《千古学案》
- 《天赐王国》
- 《遭遇兵圣》
- 《中国盗墓传奇》（与商成勇、许志龙合著）
- 《考古中国：银雀山《孙子兵法》破译记》
- 《考古中国："北京人"头盖骨失踪记》
- 《考古中国：法门寺神圣佛骨重现记》（与商成勇合著）
- 《考古中国：南越王墓神秘现世记》
- 《考古中国：定陵地下玄宫洞开记》
- 《考古中国：三星堆与金沙遗址惊世记》
- 《考古中国：秦始皇兵马俑发现记》
- 《考古中国：夏商周断代工程解密记》
- 《考古中国：马王堆汉墓发掘记》
- 《风雪定陵》（与杨仕合著）
- 《风雪定陵：地下玄宫洞开之谜修订本》（与杨仁合著）
- 《风雪定陵：地下玄宫洞开之谜》（与杨仕合著）
- 《日暮东陵:清东陵地宫珍宝被盗之谜》
- 《西部埋伏：秦始皇陵重大考古发现之谜》
- 《千古学案：夏商周断代工程纪实》
- 《西汉孤魂: 马王堆汉墓发掘之谜》
- 《热河的冷风：避暑山庄历史文化之谜》（与金泉合著）
- 《岭南震撼：南越王墓发现之谜》

### 纪实文学
- 《李庄往事》
- 《梁思成、林徽因和他们那一代文化名人》
- 初版. 臺灣: 遠流出版社. 2009-07-31: 468頁 [2009]. ISBN 978-957-326-503-0 （中文（臺灣））.
- 《从蔡元培到胡适：中研院的那些人和事》
- 《南渡北归》（三部曲）
- 《陳寅恪與傅斯年》
- 《最後一代大師：離亂年代下的身影》
- 《大学与大师:清华校长梅贻琦传》

## 社会争议
2014年8月2日，新浪认证微博@作家岳南发布微博称“中国石油大学学生拿恶虎作榜样，这学校与师生快解散也罢”引发社会争议。

2014年8月6日，岳南在17：51与23：11两次于微博做出回应，称中国石油大学为“周老虎的巢穴”且将在微博上与其据理力争的学生校友称为“周老虎巢穴的苍蝇”并且关闭微博评论功能，同时屏蔽众多到访其微博的中国石油大学有关账号。

### 报道原文
师兄受查 同学震动
“校庆时，我在图书馆一楼见到了他，离得很近，感觉是个和蔼亲切的老头，无论是身体还是心情都不错的样子，没想到结果会这样。”石油大学机械系大二徐同学告诉记者，去年她作为校庆活动志愿者，有幸近距离接触了传说中的“大领导”——周永康学长，当时还非常激动。她说，周落马的消息在同学中引发不少震动，无论是小规模的微信“朋友圈”，还是在学校BBS，有关“周学长”、“周师兄”的讨论比比皆是，“不过大家惋惜归惋惜，但也明白法理难容，犯了法就只能自食其果。”
地球物理与信息工程学院研一李同学则表示，尽管一年多来“打大老虎”的传闻不绝于耳，但最终听到学长落马的消息还是难免唏嘘。本科就读于外校的李同学刚考上石油大学的研究生，他直言，当时立志来石油大学深造，周永康这些响当当的校友也是吸引力之一，“师兄落马也算是给自己提个醒吧，以后即使去‘肥缺’部门工作，也要管住贪念。”

### 微博内容
微博内容却对原报道以偏概全，中伤两所石油高校。声称“其母校中国石油大学官吏师生竟以周氏为荣。其被剥去虎皮后，许多师生为这位引以为傲“杰出校友”惋惜，更有一无耻硕士生曰：‘立志来石大深造，永康校友是吸引力之一。’拿恶虎作榜样，这学校与师生快解散也罢。”该言论引起中国石油大学（北京）与中国石油大学（华东）两所学校学生不满，纷纷在其微博留言要求其道歉，留言已达千余条，但是岳南本人仍未回应，进行了一定程度的删帖，引起学生更大的不满。

### 致歉声明
岳南于2014年8月10日18:50:35在博客并稍后在其微博发表致歉声明《致歉心语》，表达其在此次事件中的歉意，并删除了初始微博和后期的微博。